# Graphoderus liberus
Graphoderus liberus là một loài bọ cánh cứng trong họ Bọ nước. Loài này được Say miêu tả khoa học năm 1825.